# Сауд ибн Абдул-Азиз Аль Сауд
Сау́д ибн Абду́л-Ази́з ибн Абдуррахма́н А́ль Сау́д (араб. سعود بن عبد العزيز بن عبد الرحمن آل سعود‎; 15 января 1902, Эль-Кувейт — 23 февраля 1969, Афины) — второй король Саудовской Аравии с 1953 по 1964 год. Второй сын короля Абдул-Азиза Аль Сауда.

## Биография

### Ранняя биография
Родился 15 января 1902 года. Второй сын основателя династии короля Абдул-Азиза ибн Сауда и одной из его жён — Вадхах бинт Мухаммад бин Акаб, принадлежавшей к племени Кахтан. У короля Сауда было 36 братьев, но только один из них был полнокровным — принц Турки (1900—1919). Кроме того, у него были 2 полнокровные сестры — Нура и Мунира. Как и его единокровный брат Фейсал, Сауд сыграл важнейшую роль в становлении королевства.
С 5 лет изучал Коран и шариат у шейха Абдул Рахмана Аль-Муфайриджа. Под руководством отца изучал стрельбу из лука, политику и дипломатию. В молодые годы участвовал в войнах отца за объединение страны и был дипломатом, посещал многие страны.

### Наследник престола
Вскоре после создания Саудовской Аравии Сауд был назначен кронпринцем. В 1937 году представлял отца с со сводным братом принцем Мухаммедом в Лондоне на коронации Георга VI и его жены Елизаветы.

### Король
Когда Абдул-Азиз умер, королём стал Сауд. Сауд основал множество министерств и прочих институтов власти, главами которых он назначал своих детей. Сауд также продолжил реформы последних лет правления своего предшественника. В 1954 году был впервые обнародован бюджет королевства. Причём составление бюджета и его публикация были поручены созданному ещё в 1952 году Агентству денежного обращения Саудовской Аравии во главе с американцем Дж. Блауэрзом. При Сауде также была проведена национализация торгового порта Джидды и установлено, что в торговых предприятиях доля саудовского капитала не может быть меньше 51 %. Важную роль в реформах при Сауде играл его брат Фейсал. В 1958 году Фейсал начал реформы по рекомендациям МВФ: понижен курс риала (с 3,75 риалов за доллар до 4,5 риалов за доллар), сокращено финансирование строительства новых дворцов, сокращены расходы на образование, здравоохранение.
В 1960 году между Фейсалом и Саудом произошёл конфликт. Сауд отказался подписать поданный ему проект бюджета, после чего Фейсал подал королю протест. В ответ Сауд снял наследного принца с поста главы правительства и сам возглавил правительство. Также в марте 1961 года был введён закон, который предусматривал за критику королевской семьи ответственность от 25 лет каторжных работ до смертной казни. Правда были и позитивные изменения — в 1962 году королевский указ Сауда окончательно ликвидировал рабство. В том же году Фейсал вновь был назначен исполняющим обязанности главы правительства страны.

### Низложение и эмиграция
Это раздражало братьев Сауда, и в 1964 году он был смещён в результате переворота, организованного Улемой. Был вынужден передать свои полномочия единокровному брату Фейсалу, в пользу которого он и был смещён. После этого он эмигрировал в Женеву, а оттуда — в Грецию, где счастливо жил и скончался в 1969 году.

### Семья
В более зрелом возрасте у Сауда появилось большое количество жён, от всех жён он имел в общей сложности 115 детей. Большинство его детей не играли никакой роли в политике и экономике Саудовской Аравии.
По крайней мере 15 его сыновей были на главных государственных и административных должностях:
Его старший сын, принц Фахад (1923—2006) был министром обороны (1957—1960) и послом Саудовской Аравии в Греции (1964—1968), а другой сын, принц Бандар (1926—2016) был советником королевского двора (1956—1981).
Ещё один из сыновей, принц Абдалла (1924—1997) был эмиром Мекки в период (1961—1963) и послом в Испании до 1997 года. Другой сын, принц Саад (1924—1977) был заместителем эмиров Северной провинции (1954—1959) и Асира (1969—1977) и возглавлял Национальную Гвардию в период (1959—1963).
Ещё другой сын, принц Халид (1926—2020) возглавлял Национальную Гвардию в период (1957—1959). Ещё один сын, принц Мусаид (1927—2012) был дважды губернатором города Табук в периоды (1937—1941) и (1958—1964) и послом в Кувейте (1941—1949), был заместителем министра обороны и авиации (1949—1958) и во главе управления по уходу за сиротами (1964—1998).
Ещё один сын, принц Мухаммед (1934—2012) был министром обороны Саудовской Аравии (1960—1962) и эмиром провинции Эль-Баха (1987—2010), ещё два других сына стали эмирами провинции Эль-Бахи после своего старшего сводного брата Мухаммеда: принц Мишари (род.1954) был в период (2010—2017) и принц Хуссам (род.1960) в период (2017—наст.время).
Ещё один сын, принц Бадр (1934—2004) 2 недели был эмиром Эр-Рияда с 20 января по 4 февраля 1963 года. Два других сына были президентами ФК «Ан-Наср»: принц Султан (1939—1975) в период (1969—1975), и принц Абдуррахман (1946—2004) избирался 3 раза (1960—1969; 1975—1997 и 2000—2004).
Ещё один сын, принц Мишаал (род. 1940) был губернатором провинции Наджран (1997—2008).
Его один из сыновей, принц Абдул-Иллах (1941—2023) был послом Саудовской Аравии в Швеции (1964—1970), заместителем министра сельского хозяйства (1970—1973) и главой министерства внутренних дел в провинции Эль-Джауф (1973—1998). Следующий сын, принц Мамдух (1944—2024) был футболистом и играл за «Ан-Наср» (1968—1976), а затем работал спортивным директором клуба.
Ещё один из сыновей, принц Таляль (1952—2020) возглавлял Волейбольную, баскетбольные федерации Саудовской Аравии и Федерацию баскетбола Персидского залива. Некоторые его сыновей работали или продолжают работать в различных министерствах: Министерстве обороны , Министерстве образования и Министерстве внутренних дел. Некоторые сыновья занимаются бизнесом, но большинство сыновей роли в политике не играют.
Четыре его дочери играют роль в общественной жизни: его дочь принцесса Фахда (род. 1953) — президент Женского благотворительного общества, а младшая дочь принцесса Басма (род. 1964) — предприниматель и общественный деятель.
Одна из дочерей, принцесса Даляль (1957—2021) была филантропом по делам детей в области здравоохранения.
Ещё одна дочь, принцесса Хесса (? — 2016) стала первой саудовской женщиной, ставшей директором школы.

### Смерть
За два дня до смерти бывший король почувствовал себя плохо и попросил своего доктора Флингера, который был в это время в Австрии, обследовать его. Он находился в Греции с членами своей семьи и приближёнными. Утром 23 февраля 1969 года король Сауд немного прогулялся по пляжу со своей дочерью Ножах. Вернувшись, он прилёг, уснул и больше не проснулся. Результаты вскрытия показали, что бывший монарх скончался, не просыпаясь, в результате сердечного приступа. Его тело было перевезено на родину и захоронено на кладбище Эль-Уд.